# Shakotan
Shakotan (積丹町, Shakotan-chō) est un bourg du district de Shakotan situé dans la sous-préfecture de Shiribeshi, sur l'île de Hokkaidō, au Japon.

## Géographie

### Situation
Le bourg de Shakotan est situé à l'extrémité de la péninsule de Shakotan, au bord de la mer du Japon, sur l'île de Hokkaidō, au Japon.

### Démographie
Au 31 mars 2015, la population de Shakotan s'élevait à 2 303 habitants répartis sur une superficie de 238,14 km2.

### Climat
| Mois                                             | jan.       | fév.       | mars       | avril     | mai       | juin      | jui.     | août      | sep.      | oct.      | nov.      | déc.       | année      |
| ------------------------------------------------ | ---------- | ---------- | ---------- | --------- | --------- | --------- | -------- | --------- | --------- | --------- | --------- | ---------- | ---------- |
| Température minimale moyenne (°C)                | −7,4       | −7,3       | −4,1       | 0,7       | 5,9       | 10,2      | 15       | 16        | 11,5      | 5,2       | −0,3      | −5,4       | 3,3        |
| Température moyenne (°C)                         | −4         | −3,5       | −0,1       | 5,5       | 11,4      | 15,2      | 19,4     | 20,5      | 16,6      | 10,3      | 3,6       | −2,2       | 7,7        |
| Température maximale moyenne (°C)                | −1,2       | −0,5       | 3,3        | 9,7       | 16,6      | 20,3      | 23,9     | 25,3      | 21,9      | 15,4      | 7,5       | 0,8        | 11,9       |
| Record de froid (°C) date du record              | −17,1 1985 | −17,8 1978 | −13,6 2001 | −8 1979   | −2,5 1980 | 1,6 1983  | 5,9 2004 | 8,8 2017  | 2,3 2013  | −2,7 1996 | −9,7 1998 | −14,7 2020 | −17,8 1978 |
| Record de chaleur (°C) date du record            | 8,4 2009   | 12 2010    | 15,4 2018  | 25,6 1998 | 33,7 2019 | 31,3 2014 | 34 2018  | 34,1 2021 | 33,4 2012 | 25,3 2013 | 19,9 2003 | 14,1 2010  | 34,1 2021  |
| Ensoleillement (h)                               | 26,4       | 41,4       | 97,1       | 169,7     | 199,5     | 163,1     | 148      | 157,7     | 149,8     | 120,8     | 54,6      | 22,5       | 1 350,5    |
| Précipitations (mm)                              | 203        | 145,2      | 119,2      | 96,2      | 82,5      | 60,3      | 123,6    | 169,7     | 208,6     | 193,8     | 246,6     | 252,1      | 1 899,4    |
| Nombre de jours avec précipitations              | 25,3       | 21,2       | 17,6       | 12,5      | 11        | 8         | 9,8      | 10,8      | 13,5      | 16,1      | 20        | 24,3       | 189,6      |
| dont nombre de jours avec précipitations ≥ 10 mm | 7,6        | 4,7        | 3,9        | 3,4       | 2,8       | 1,9       | 3,2      | 4,9       | 6,2       | 7         | 9,1       | 10,4       | 64,8       |

| Diagramme climatique                                  |               |              |            |             |              |             |             |               |              |              |              |
| J                                                     | F             | M            | A          | M           | J            | J           | A           | S             | O            | N            | D            |
| −1,2−7,4203                                           | −0,5−7,3145,2 | 3,3−4,1119,2 | 9,70,796,2 | 16,65,982,5 | 20,310,260,3 | 23,915123,6 | 25,316169,7 | 21,911,5208,6 | 15,45,2193,8 | 7,5−0,3246,6 | 0,8−5,4252,1 |
| Moyennes : • Temp. maxi et mini °C • Précipitation mm |               |              |            |             |              |             |             |               |              |              |              |